# La llei de Ueki
La llei de Ueki (うえきの法則, Ueki no Hōsoku) és un manga creat per Tsubasa Fukuchi que va ser portat a l'anime amb 51 episodis. El manga fou publicat a la revista Shōnen Sunday i després va ser recopilat en 16 volums. El 2005 va sortir la trama final del manga La llei de Ueki Plus (うえきの法則プラス, Ueki no Hōsoku PURASU) també publicada per la mateixa revista i que passà a ser adaptada a la part final de l'anime.

## Argument
En Ueki és un heroi amb un gran sentit de la justícia. Un dels seus professors de l'institut, en Koba-sen, li va concedir el do de transformar escombraries en arbres, un do que haurà d'aprofitar per vèncer els altres aspirants. Comença la lluita dels estudiants escollits pels candidats a Rei del Món Celestial. L'objectiu és arribar a aconseguir el Talent en Blanc, que et permet tenir tots els poders que vulguis.

## Personatges principals
- Kōsuke Ueki (植木 耕助, Ueki Kōsuke): té el "Poder de convertir les escombraries en arbres". Va ser escollit per en Kobayashi pel seu sentit de la justícia. S'uneix al grup dels "10 de Robert" en la primera fase de la lluita dels escollits, per, des de dins, destruir el grup i derrotar en Robert Haiden, però, en arribar a la segona fase, forma el seu propi grup en què hi ha: l'Ai, en Sano, la Rinko i en Hideyoshi. Després a la tercera fase de la lluita aconsegueix el segon nivell de poder, el seu segon nivell consisteix en "reciclar" o "revertir" el poder dels altres candidats (per exemple quan un candidat transforma una cosa "A" en una cosa "B" el poder del segon nivell d'en Ueki pot fer tornar la cosa "B" en "A"), cosa que a efectes pràctics li permet anul·lar el poder dels altres candidats. Al final de la sèrie just abans de la lluita amb l'Anon aconsegueix la 9a i 10a estrella gràcies a en Margarette (candidat a rei de l'Anon i en Robert). Finalment aconsegueix el Talent en blanc.
- Ai Mori (森 あい, Mori Ai): en un principi no té cap poder, més tard, seguint en Ueki per no deixar que malgasti els seus dons i així desaparegui, intentarà donar el millor d'ella mateixa i demostrar que pot ser valenta. Abans d'entrar en la segona fase de la lluita dels escollits, l'Inumaru li concedeix un poder. Encara que triga molt, acaba descobrint que té el "Poder de fer que els altres s'enamorin de les seves ulleres", però la seva limitació de poder és fer que l'adversari faci la postura de nena bleda.
- Kobayashi (小林) o Koba-sen (コバセン, "Una abreviació pel mestre Kobayashi: Kobayashi-Sensei"): és el candidat a rei que dona a en Ueki el poder de convertir les escombraries en arbres. Tant a en Ueki com al candidat a rei de Sano (l'Inumaru) els a inculca el seu sentit de la justícia fins al punt de fer bestieses tant o pitjors a les seves.
- Seiichirō Sano (佐野 清一郎, Sano Sei'ichirō): té el "Poder de convertir tovalloles en metall". La limitació d'aquest poder és que només funciona mentre s'aguanta la respiració encara que més endavant en Sano aconsegueix parlar mentre el fa servir perquè no respira mentre comenta algunes coses, només expulsa l'aire. Entra al grup dels 10 d'en Robert per salvar l'Inumaru d'un insecte que li introdueixen al coll, encara que després en la segona fase de la lluita d'escollits passa a ser del grup d'en Ueki. A la tercera fase aconsegueix el segon nivell, que és el del magnetisme. El segon nivell li permet convertir les tovalloles metàl·liques en imants, i controlar-ne la polaritat.
- Jerard Rinko (鈴子･ジェラード, Rinko Jerādo): Té el "Poder de convertir les grans de vidre en bombes" (En el manga eren les llavors la base del seu poder, però en l'anime es va canviar). Era un dels membres dels 10 d'en Robert encara que només era membre perquè era una noia marginada i en Robert l'havia trobat però també perquè el seu candidat a rei era una persona que havia fet un tracte amb en Margarette el candidat a rei de Robert perquè ell governés com a rei.
- Hideyoshi Sōya (宗屋 ヒデヨシ, Sōya Hideyoshi): té el "Poder de convertir les veus en retrats". Abans de començar la segona fase de la lluita la Rinko recomana a en Ueki i a l'Ai que vagin a trobar-lo i així sigui el cinquè membre del seu grup per la segona fase de la lluita, en un principi no vol formar part del grup d'en Ueki però més tard en assabentar-se que el seu grup pretén fer tornar de l'infern en Koba-sen i l'Inomaru Decideix unir-se a ells per alliberar en Nelo (el seu candidat a rei) de l'infern.
- Inumaru (犬丸): és el candidat a rei d'en Sano i també el que va donar el poder de fer enamorar de les ulleres a Mori. És un candidat a rei amic d'en Koba-sen des de feia molt temps encara que segons ell en Koba-sen s'aprofita de la seva bona fe amb ell.
- Tenko (テンコ): és una bèstia divina (o celestial) que ajuda en Ueki en la seva lluita des del moment en què en Koba-sen el va alliberar de l'infern on estava engarjolat i el va enviar al món humà per ajudar-lo en la seva lluita en el moment en què estava per derrotar els 10 de Robert. Té deu ulls que s'il·luminen cada vegada que en Ueki aconsegueix una estrella de més, encara que, en ser una bèstia divina habitual en el seu estómac on es troba l'òrgan del despertar només es pot arribar a augmentar el poder de les persones celestials fins al rang de 9 estrelles on acaben per morir un cop es compleix la prova per aconseguir-les.
- Robert Haiden (ロベルト・ハイドン): Té el "poder de convertir les idees en realitat". De petit, va ser un noi al qual tothom menyspreava per tenir poders celestials, fins al punt de ser traït pels seus amics i l'alcalde del poble en què ell tenia tanta confiança. Des d'aquell moment no va confiar en ningú i només volia fer desaparèixer el món dels humans i el món celestial. En lluitar contra en Ueki, per primer cop es retira del combat gràcies a en Koba-sen que dona la seva vida per salvar en Ueki. En la segona ocasió en què lluiten ell només utilitza 6 dels poders de les primeres 10 estrelles que ell té contra en Ueki, en finalitzar la lluita és capaç de canviar la seva forma de pensar respecte als humans però és absorbit per l'Anon.
- Anon (アノン): és un ésser del món infernal i igual que les bèsties infernals, té la capacitat de menjar-se els enemics i adquirir el seu poder celestial. Primer adquireix el cos d'en Robert, per combatre en la lluita dels escollits i aconsegueix el poder de les 10 estrelles d'en Robert més el de convertir les idees en realitat. Més tard, es menja el cos del Rei per així poder controlar la norma sobre la quarta fase de la lluita d'escollits. A continuació, allibera en Robert per deixar de ser un escollit de la lluita i ser un ésser normal més, de manera que així cada vegada que en Ueki l'ataqués amb el seu poder (armes divines incloses), en Ueki perdria un do i si arribava a 0, desapareixeria. Acaba per ser derrotat pel rei dimoni d'en Ueki
- Junichi Baba (馬場 淳一) més conegut com a B.J: és un escollit amb el "poder de convertir les monedes en vent" que es fa molt amic d'en Ueki. Diu moltes mentides perquè de petit no tenia amics i volia cridar l'atenció. En Ueki es capfica a lluitar contra en Robert Haiden perquè derrota en B.J., tot i que si no fos per en Koba-sen, en Ueki hagués mort. Però en Koba-sen va agafar en Ueki abans que caigués i va anar a l'infern intentant-se emportar-se en Robert amb ell, però no ho va aconseguir.

## Armes divines
- Arma d'1 estrella: Canó Kurogane, un potent canó agafat al braç per disparar a l'enemic.
- Arma de 2 estrelles: Braç Hud, un braç que sorgeix del terra per protegir a qui l'invoca.
- Arma de 3 estrelles: Espasa Ranma, una espasa gegant per atacar l'enemic.
- Arma de 4 estrelles: Boca Mash, és un cap gegant que captura el seu objectiu amb la boca.
- Arma de 5 estrelles: Columna Pick, una columna que sorgeix de la mà de qui l'usa i colpeja el seu enemic amb força.
- Arma de 6 estrelles: Flaix Raika, un mitjà de transport de hipervelocitat en forma de patins en línia que sorgeixen als peus. Tenen l'inconvenient que no permeten saltar.
- Arma de 7 estrelles: Gulliver, una capsa gegant que tanca al seu objectiu a dins seu per immobilitzar-lo.
- Arma de 8 estrelles: Onada Namihara, una tentacle molt potent que pot controlar-se a voluntat. Es pot fer servir com un fuet o per agafar-se a algun lloc.
- Arma de 9 estrelles: Ocell Seiku, unes ales que sorgeixen a l'esquena donant l'habilitat de volar a qui les posseeix.
- Arma de 10 estrelles: Rei dimoni, és una criatura que agafa forma segons la voluntat del desig de qui l'utilitza i ataca al seu objectiu amb molta potència. Està limitat a sis usos en total.

## Talents, poders i armes divines
Un Talent o Do (Zai en japonès) és una habilitat per a fer quelcom. Per exemple, "Do per a anar a la moda" concedit a en Ueki en el capítol de "La llei de l'Onimon". Cada persona pot tenir un gran nombre de dons diferents. En totes les fases de la Lluita dels Escollits, quan un escollit en derrota un altre, el vencedor guanya un do. Durant la primera fase, el perdedor perd el seu poder i queda eliminat. Aquesta regla s'elimina durant la tercera fase, en què un escollit en pot derrotar un altre sense que el vençut perdi el poder. Malgrat això, el guany de dons per derrotar un escollit es manté. Per evitar que es fessin servir els poders contra qui no estigués relacionat a la lluita, es va establir la norma que cada cop que un escollit fes servir el seu poder contra algú que no fos un escollit, aquest perdria un do. Si un escollit es quedés sense dons, desapareixeria. Aquesta norma es manté durant les tres fases, i perjudica molt en Ueki quan l'Anon allibera en Robert Haiden i deixa de ser un escollit, limitant així la quantitat d'atacs d'en Ueki, que perd un do cada cop que l'ataca amb el seu poder.
Un Poder és una habilitat de transformació que es concedeix a cada escollit celestial. Aquest pot tenir dos nivells, i el que es diu una "Condició restrictiva" o "Limitació". Per exemple, la limitació de poder de convertir les tovalloles en ferro d'en Sano és aguantar-se la respiració. És a dir, que mentre s'aguanti la respiració, les tovalloles continuaran sent de ferro, però quan deixi de fer-ho, es tornaran a convertir en tovalloles. Això que a primera vista pot semblar només un inconvenient es pot fer servir en benefici de l'usuari, ja que pot ser molt útil fer tornar a l'estat original l'element convertit. En Hideyoshi, per exemple, utilitza constantment la seva limitació per convertir els seus retrats altre cop en veu, i fer que es puguin sentir. Les limitacions de poder poden ser tan simples com doblegar un dit (d'en Hideyoshi), o fins i tot mantenir els ulls oberts, però també poden ser condicions tan terribles com perdre un any de vida cada vegada que es fa servir (és el cas del poder de convertir les idees en realitat d'en Robert).
Gairebé tots els poders es basen a convertir un element "A" en un altre "B", que normalment no tenen relació entre si (aigua en foc, monedes en vent, tovalloles en ferro, grans de vidre en bombes, veus en retrats...). Tot i així, alguns poders presenten certes peculiaritats que els fan sortir de la norma que regeix la resta. El poder de convertir escombraries en arbres d'en Ueki, per exemple, té l'avantatge que es pot retroalimentar, és a dir, que els arbres es poden convertir en escombraries, i aquestes novament en arbres, creant un cicle en la reversió del qual es basa el nivell 2 d'en Ueki. El poder d'en Robert i de la Marilyn, converteixen un element "A" en un de "B", però aquests dos elements no són tangibles. Són els poders de convertir un segon en deu segons (de la Marylin), i el poder de convertir les idees en realitat (d'en Robert).
Cada poder té un segon nivell que n'amplifica les característiques. Només s'hi pot arribar quan s'ha dominat totalment el nivell 1 del poder en qüestió. Un exemple del Nivell 2 és el magnetisme de Sano o la reversió d'en Ueki. El Segon Nivell del poder l'expandeix amb una característica nova, per exemple, el Magnetisme d'en Sano, que li permet fer les seues tovalloles de metall magnètiques i realitzar nous atacs.
Les Armes Divines són onze armes i poders especials que són concedits als Celestials. L'onzena només la pot utilitzar el Rei, i es diu Creació.
Si a un Celestial se li concedeix un poder, les seves Armes variaran i es transformaran en altres relacionades amb el poder de
 en concret. En el cas d'en Ueki, les armes estan basades en el Poder dels Arbres, cosa que n'amplifica la potència però les arrela a terra, limitant-ne els moviments. Aquesta característica de les Armes té un altre aspecte negatiu, ja que és necessari usar el poder de la persona a l'hora d'invocar l'arma, i per això se li apliquen a la mateixa restriccions idèntiques a les del poder en qüestió (Per exemple, si en Ueki dispara el Kurogane a algú que no sigui un Escollit perdrà un talent). Això amplifica la importància de cadascun dels Talents restants, que poden ser recuperats derrotant un Escollit.

## Cançons

### Openings
- Falco per Hitomi Shimatani (Capítols 1-32)
  - Lletra: BOUNCEBACK
  - Compositor: Kazunori Watanabe (渡辺和則, Watanabe Kazunori)
  - Arranjat per: Yasuaki Maejima (前島泰明, Maejima Yasuaki)
  - Títol en català: El Falcó que vola lluny
  - Cantant en català: Eugènia
- No Regret per Kumi Koda (Capítols 33-51)
  - Lletra: Tōru Watanabe (渡辺徹, Watanabe Tōru)
  - Compositor i arranjament: h-wonder
  - Títol en català: No me'n penediré
  - Cantant en català: Eugènia

### Endings
- Kokoro no Wakusei ~Little planets~ (こころの惑星〜Little planets〜) per Aiko Kayo (Capítols 1-15)
  - Lletra: Kenn Kato
  - Compositor: Kei Suzuki (鈴木計, Suzuki Kei)
  - Arranjat per: Keiichiro Nomura (野村敬一郎, Nomura Keiichirō) i Kei Suzuki
  - Cor arranjat per: Yas Kitajima (北島安, Kitajima Yasu)
  - Títol en català: Els petits planetes
  - Cantant en català: Arianne Bages
- Earthship 〜Uchūsen Chikyūgō〜 (Earthship 〜宇宙船地球号〜) per SweetS (Capítols 16-32)
  - Lletra: rom△ntic high
  - Compositor i arranjament: Greenwich Fields
  - Títol en català: Tots correm per la Terra
  - Cantant en català: Arianne Bages
- Kono Machi de wa Dare Mo ga Mina Jibun Igai no Nani Ka ni Narita garu (この街では誰もがみな自分以外の何かになりたがる) per The Ivory Brothers (Capítols 33-42)
  - Títol en català: A la ciutat tothom mira de ser diferent del que és a la realitat
  - Cantant en català: Eduard Banaclocha
- Bokutachi ni Aru Mono (ボクたちにあるもの) per Romi Park (Capítols 43-50)
  - Títol en català: Abraça'm fort
  - Cantant en català: Eugènia
- True Blue per Hitomi Shimatani (Capítol 51)
  - Títol en català: Segur que ens tornarem a trobar
  - Cantant en català: ???

## Llista de capítols
| Capítol | Japonès                                                                               | Català                                            | Valencià                                                 |
| ------- | ------------------------------------------------------------------------------------- | ------------------------------------------------- | -------------------------------------------------------- |
| 1       | "Ueki Kousuke, Seigi no housoku" (植木耕助・正義の法則)                               | Kōsuke Ueki, la Llei de la Justícia               | La Llei de la Justícia de Kousuke Ueki                   |
| 2       | "Batoru kaishi!! no housoku" (バトル開始 !! の法則)                                   | La Llei de l'inici de la lluita                   | La Llei per a començar la lluita                         |
| 3       | "Zai no housoku" (才の法則)                                                           | La Llei dels dons                                 | La Llei del talent                                       |
| 4       | "Taijutsu no otoko, Rihou no housoku" (体術の男・李崩の法則)                          | L'home de les arts marcials, la Llei d'en Liho    | La Llei de Liho, l'home de les habilitats físiques       |
| 5       | "Saikyou nouryokusha Roberuto Haidon no housoku" (最強能力者ロベルト・ハイドンの法則) | L'escollit més fort, la Llei d'en Robert Haiden   | La Llei de Robert Haydn, la persona amb poders més forta |
| 6       | "Saraba no housoku" (さらばの法則)                                                    | La Llei de l'Adéu                                 | La Llei de l'Adéu                                        |
| 7       | "Kobasen no housoku" (コバセンの法則)                                                 | La Llei d'en Koba-sen                             | La Llei del professor                                    |
| 8       | "Seisei doudou! Onimon no housoku" (正々堂々！鬼紋の法則)                             | Cara a cara i amb honradesa, la Llei de l'Onimon  | La Llei d'Onimon                                         |
| 9       | "Onimon no tokugun no housoku" (鬼紋の特訓の法則)                                     | La Llei de l'entrenament especial de l'Onimon     | La Llei d'entrenar amb Onimon                            |
| 10      | "Mukuwarenu seigi no housoku" (むくわれぬ正義の法則)                                  | La Llei de la justícia que mai arriba             | La Llei de la justícia que no arriba mai                 |
| 11      | "Roberuto juudan no housoku" (ロベルト十団」の法則)                                   | La Llei dels 10 d'en Robert                       | La Llei del Grup de Robert                               |
| 12      | "Tenkaijin no housoku" (天界人の法則)                                                 | La Llei de la gent del Món Celestial              | La Llei dels Celestials                                  |
| 13      | "Tenkaijuu no housoku" (天界獣の法則)                                                 | La Llei de la Bèstia Celestial                    | La Llei de la Bèstia Celestial                           |
| 14      | "Kakusei zouki no housoku" (覚醒臓器の法則)                                           | La Llei de l'òrgan del despertar                  | La Llei de l'òrgan de regeneració                        |
| 15      | "Rinko no housoku" (鈴子の法則)                                                       | La Llei de la Rinko                               | La Llei de Rinko                                         |
| 16      | "Neo no housoku" (新天界人（ネオ）の法則)                                             | La Llei de les persones neocelestials             | La Llei de Neo                                           |
| 17      | "Futatsu no chikara no housoku" (二つの能力（ちから）の法則)                          | La Llei dels dos poders                           | La Llei dels dos poders                                  |
| 18      | "Senritsu! Dogura Manshion no housoku" (戦慄！ドグラマンションの法則)                 | Horrorós! La Llei del bloc Dogura                 | La Llei de la mansió Dog'ra és horrible                  |
| 19      | "Kosakku Dansu no housoku" (コサックダンスの法則)                                     | La Llei de la dansa dels Cosacs                   | La Llei del ball cosac                                   |
| 20      | "Neko to nezumi no housoku" (ネコとねずみの法則)                                      | La Llei del gat i la rata                         | La Llei del gat i el ratolí                              |
| 21      | "Sano Seiichiro no housoku" (佐野清一郎の法則)                                        | La Llei d'en Seichiro Sano                        | La Llei de Seichiro Sano                                 |
| 22      | "Inumaru no housoku" (犬丸の法則)                                                     | La Llei de l'Inumaru                              | La Llei de Wanko                                         |
| 23      | "Ueki VS Juudan no housoku" (植木VS十団の法則)                                        | La Llei de Ueki contra Els 10                     | La Llei de Ueki i del Grup de Robert                     |
| 24      | "Shonen Roberuto no housoku" (少年ロベルトの法則)                                     | La Llei del Robert petit                          | La Llei del jove Robert                                  |
| 25      | "Fukkatsu! Kobasen no housoku" (復活！コバセンの法則)                                 | Ressorgiment, la Llei d'en Koba-sen               | La Llei del professor Kobayashi impera una altra vegada  |
| 26      | "Kyoufu! Anon no housoku" (恐怖！アノンの法則)                                        | Quina por! La Llei de l'Anon                      | Terror! La Llei de Hanon                                 |
| 27      | "Hideyoshi no housoku" (ヒデヨシの法則)                                               | La Llei d'en Hideyoshi                            | La Llei d'Hideyoshi                                      |
| 28      | "Taiyou no ie no housoku" (たいようの家の法則)                                        | La Llei de la Llar del Sol                        | La Llei de la Casa del Sol                               |
| 29      | "Shinanaide Tenko no housoku" (死なないでテンコの法則)                                | La Llei de "No et moris, Tenko!"                  | Per favor no et muires, Tenko                            |
| 30      | "Sanji senkou no housoku" (三次選考の法則)                                            | La Llei de la Tercera Fase                        | La Llei del Tercer Assalt                                |
| 31      | "Saikyou Taggu no housoku" (最強タッグの法則)                                         | La Llei de la persecució més forta                | La Llei de l'equip Tab', el més poderós                  |
| 32      | "Hontou no tsuyosa! no housoku" (本当の強さ！の法則)                                  | La Llei de la força de veritat                    | La Llei de la verdadera força                            |
| 33      | "Gekitotsu! Ueki VS Rihou no housoku" (激突！植木VS李崩の法則)                        | La Llei de l'enfrontament, en Ueki contra en Liho | La Llei d'Ueki contra Liho                               |
| 34      | "Maririn Chiimu no housoku" (マリリンチームの法則)                                    | La Llei de l'Equip de la Marilyn                  | La Llei de l'Equip de Marilyn                            |
| 35      | "Hakattanaaaaaa! no housoku" (はかったなあぁぁああ！の法則)                           | La Llei de "M'has enganyat!"                      | La Llei de "Tu m'has enganyat"                           |
| 36      | "Nakama no shoumei no housoku" (仲間の証明の法則)                                     | La Llei de la Prova de l'Amistat                  | La Llei de la Prova de l'Amistat                         |
| 37      | "Jinki no jyakuten no housoku" (神器の弱点の法則)                                     | La Llei del punt feble de les Armes Divines       | La Llei de la debilitat de les Armes Sagrades            |
| 38      | "Sano, kakusei!! no housoku" (佐野・覚醒!!の法則)                                     | La Llei del despertar d'en Sano                   | La Llei del despertar de Seichiro                        |
| 39      | "Tozasareta kororo no housoku" (閉ざされた心の法則)                                   | La Llei del Cor Tancat                            | La Llei del Cor Tancat                                   |
| 40      | "Subarashii "Ai" no housoku" (素晴らしい”あい”の法則)                                 | La magnífica Llei de l'Ai                         | La Llei de la fantàstica Ai                              |
| 41      | "Honmono to nisemono no housoku" (本物と偽者の法則)                                   | La Llei de la Veritat i la Mentida                | La Llei de la Realitat i de la Ficció                    |
| 42      | "Barou Chiimu no housoku" (バロウチームの法則)                                        | La Llei de l'Equip d'en Barrow                    | La Llei de l'Equip de Barrow                             |
| 43      | "Burikko Poozu no housoku" (ぶりっ娘ポーズの法則)                                     | La Llei de la postura de la neneta bleda          | La Llei de la postura "??cuteci??"                       |
| 44      | "Ueki, Reberu 2! no housoku" (植木・レベル２！の法則)                                 | La Llei del Nivell 2 d'en Ueki                    | El Nivell 2 de la Llei d'Ueki                            |
| 45      | "Kako kara no kougeki no housoku" (過去からの攻撃の法則)                              | La Llei d'un atac del passat                      | La Llei de l'atac del passat                             |
| 46      | "Kami to shoujo to mirai no housoku" (神と少女と未来の法則)                           | La Llei del futur del Rei i la noia               | La Llei del Rei, la donzella i el futur                  |
| 47      | "Kami ni natta Anon no housoku" (神になったアノンの法則)                              | La Llei de l'Anon fet rei                         | La Llei de Hanon que volia convertir-se en rei           |
| 48      | "Daiyonji senkoku no housoku" (第四次選考の法則)                                      | La Llei de la Quarta Fase                         | La Llei del Quart Assalt                                 |
| 49      | "Juutsu hoshi no housoku" (十ツ星の法則)                                              | La Llei de les 10 Estrelles                       | ?????????                                                |
| 50      | "Ueki VS Anon no housoku" (植木VSアノンの法則)                                        | La Llei d'en Ueki contra l'Anon                   | La Llei d'Ueki contra Hanon                              |
| 51      | "Kuuhaku no "zai" no housoku" (空白の才の法則)                                        | El darrer combat i la Llei del Talent en Blanc    | La Llei del Talent en Blanc                              |